# 난쟁이뒤쥐
난쟁이뒤쥐(Sorex nanus) 또는 드워프뒤쥐는 땃쥐과에 속하는 포유류의 일종이다. 미국 애리조나, 콜로라도, 몬태나, 네브래스카, 뉴멕시코, 사우스다코타, 유타, 와이오밍주의 고유종이다.